# Mundo greco-romano

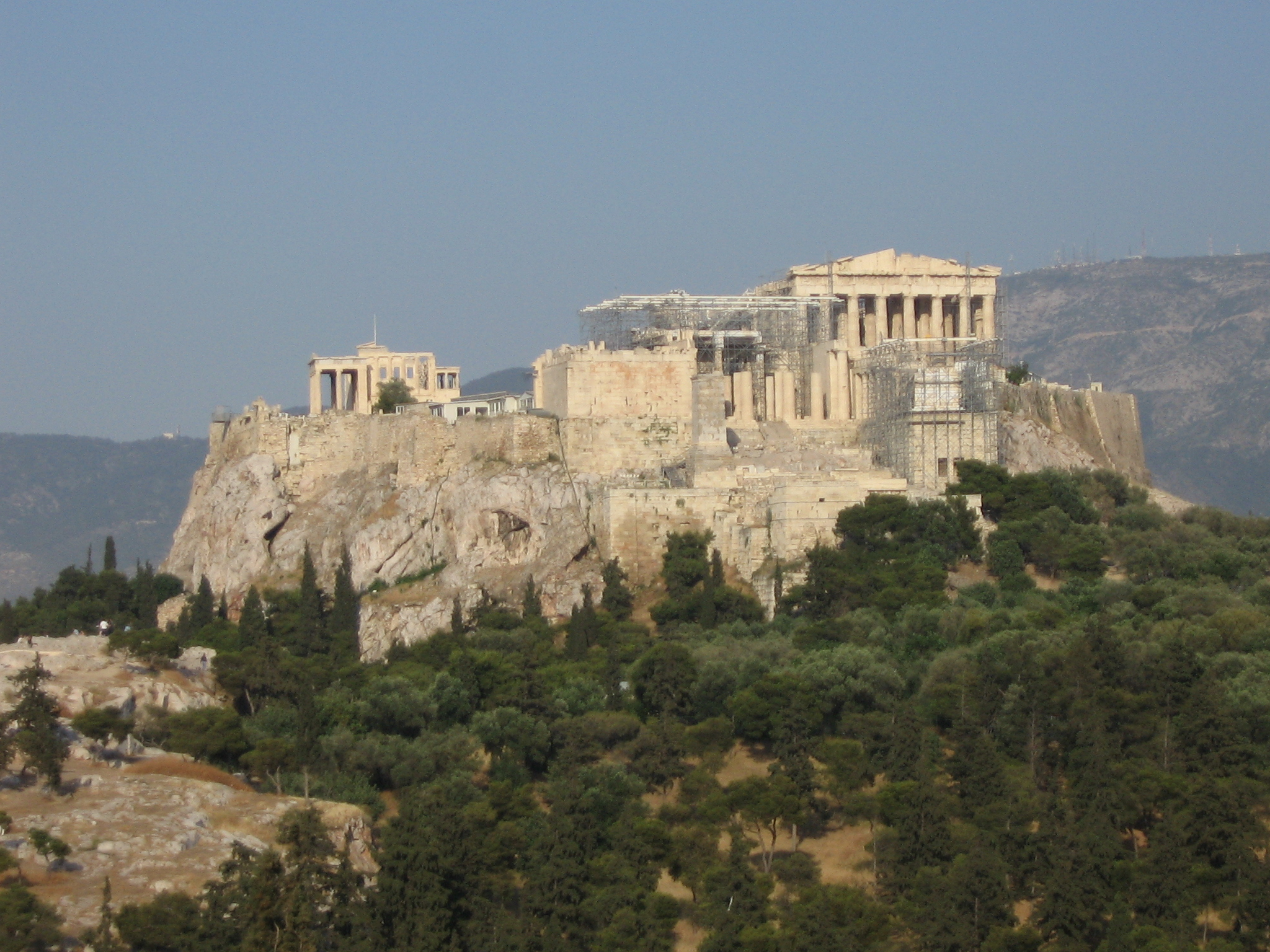
Vista da Acrópole de Atenas.

O mundo ou civilização greco-romana (também cultura greco-romana ou cultura greco-latina), conforme entendida por estudiosos e escritores modernos, inclui as regiões geográficas e os países que culturalmente - e historicamente - foram direta e intimamente influenciados pela língua, cultura, governo e religião dos gregos e romanos. Um termo mais conhecido é antiguidade clássica. Em termos exatos, a área refere-se ao "mundo mediterrânico", as extensas extensões de terra centradas nas bacias do Mediterrâneo e do Mar Negro, a "piscina e spa" dos gregos e dos romanos, nas quais as percepções culturais, ideias desses povos e as sensibilidades tornaram-se dominantes na antiguidade clássica.
Esse processo foi auxiliado pela adoção universal do grego como língua da cultura intelectual e do comércio no Mediterrâneo Oriental e do latim como língua da administração pública e da defesa forense, especialmente no Mediterrâneo Ocidental.
O grego e o latim nunca foram as línguas nativas de muitos ou da maioria dos camponeses rurais, que constituíam a grande maioria da população do Império Romano, mas tornaram-se as línguas das elites urbanas e cosmopolitas e a língua franca do Império para aqueles que viviam dentro dos grandes territórios e populações fora dos assentamentos macedônios e das colônias romanas. Todos os cidadãos romanos importantes e talentosos, independentemente de sua origem étnica, falavam e escreviam em grego ou latim. Exemplos incluem o jurista romano e chanceler imperial Ulpiano, que era de origem fenícia; o matemático e geógrafo Cláudio Ptolomeu, que era de origem greco-egípcia; e os famosos pensadores pós-Constantinianos João Crisóstomo e Agostinho, que eram de origem síria e berbere respectivamente. Observe também o historiador Flávio Josefo, que era de origem judaica, mas falava e escrevia em grego.

## Núcleos

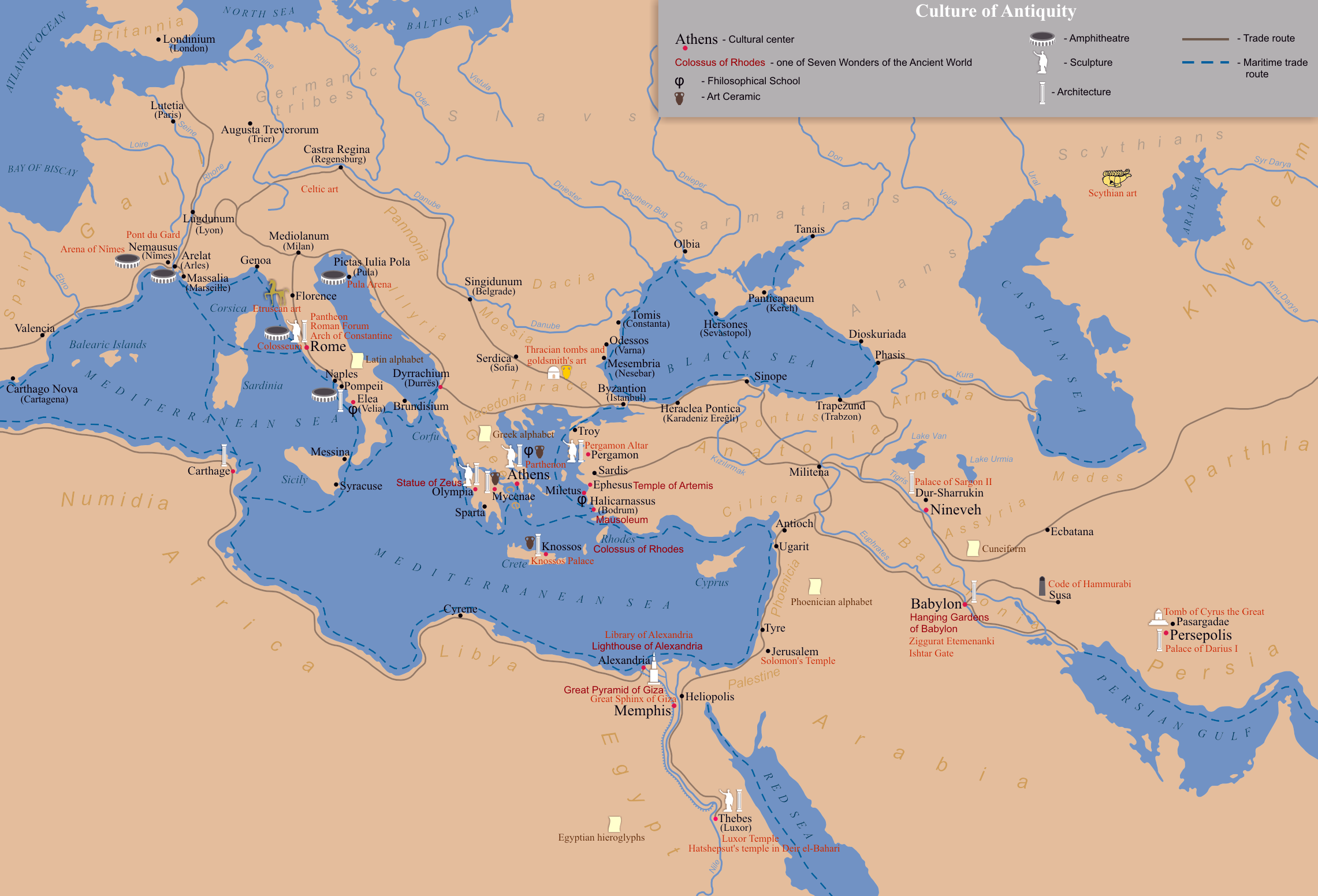
Mapa do mundo antigo centrado na Grécia.

Com base na definição acima, pode-se afirmar com segurança que os "núcleos" do mundo greco-romano foram a Península Itálica, a Grécia, Chipre, a Península Ibérica, a Península da Anatólia (atual Turquia), a Gália (atual França), a região Síria (atualmente países levantinos de Israel, Síria Central e do Norte, Líbano e Palestina), Egito e África Romana (correspondendo à atual Tunísia, Argélia Oriental e Líbia Ocidental). Ocupando a periferia desse mundo estavam a chamada "Alemanha Romana" (os modernos países alpinos da Áustria e Suíça e os Agri Decumates, sudoeste da Alemanha), o Ilírico (atual Norte da Albânia, Montenegro, Bósnia e Herzegovina e a costa da Croácia), a região da Macedônia, Trácia (correspondente ao atual sudeste da Bulgária, nordeste da Grécia e a porção europeia da Turquia), Moésia (correspondendo aproximadamente à atual Sérvia Central, Kosovo, Macedônia do Norte, norte da Bulgária e Dobrudja romena) e Panônia (correspondendo à moderna Hungria Ocidental, aos Länder austríacos de Burgenland, à Eslovênia Oriental e Norte da Sérvia).
Também foram incluídos Dácia (aproximadamente a atual Romênia e Moldávia), Mauritânia (atual Marrocos, Argélia Ocidental e Norte da Mauritânia), Jordânia, Sul da Síria e Península do Sinai do Egito) e o Quersoneso Táurico (atual Crimeia e a costa de Ucrânia).
O mundo greco-romano tinha outro "mundo" ou império a seu leste, os persas, com os quais havia interação constante: Xenofonte, A Anábase, a Marcha para o País, as guerras greco-persas, as famosas batalhas de Maratona e Salamina, a tragédia grega Os Persas de Ésquilo, a derrota do imperador persa Dario III por Alexandre, o Grande e a conquista do império persa, ou as dificuldades dos generais romanos posteriores com os exércitos persas, como Pompeu, o Grande, e de Marco Licínio Crasso (conquistador do general escravo Espártaco), que foi derrotado no campo por uma força persa e foi decapitado por eles.

## Cultura
Nas escolas de arte, filosofia e retórica, os fundamentos da educação foram transmitidos por todas as terras do domínio grego e romano. Dentro da sua classe educada, abrangendo todas as eras "greco-romanas", o testemunho de empréstimos e influências literárias são provas esmagadoras de um manto de conhecimento mútuo. Por exemplo, várias centenas de volumes de papiro encontrados numa vila romana em Herculano estão em grego. As vidas de Cícero e Júlio César são exemplos de romanos que frequentavam escolas na Grécia.
A instalação, tanto em grego como em latim, do monumental elogio de Augusto, o Res Gestae, exemplifica o reconhecimento oficial dos veículos duais para a cultura comum. A familiaridade com figuras da lenda e da história romanas nas Vidas Paralelas de Plutarco é um exemplo de até que ponto a “história universal” era então sinónimo das realizações de latinos e helenos famosos. A maioria dos romanos instruídos provavelmente era bilíngue em grego e latim.

## Arquitetura
A arquitetura greco-romana no mundo romano seguiu os princípios e o estilo estabelecidos pela Grécia antiga. O edifício mais representativo daquela época foi o templo. Outras estruturas proeminentes que representavam esse estilo incluíam edifícios governamentais como o Senado Romano. Os três principais estilos de desenho de colunas usados nos templos da Grécia clássica eram o dórico, o jônico e o coríntio. Alguns exemplos de arquitetura dórica são o Partenon e o Templo de Hefesto em Atenas, e o Erecteum, próximo ao Partenon, é jônico.

## Religião
A mitologia greco-romana às vezes chamada de mitologia clássica, é o resultado do sincretismo entre os mitos romanos e gregos, abrangendo o período da Grande Grécia no final do paganismo romano. Juntamente com a filosofia e a teoria política, a mitologia é uma das maiores contribuições da Antiguidade Clássica para a sociedade ocidental.
Do ponto de vista histórico, o cristianismo primitivo nasceu no mundo de influência greco-romana que teve uma influência enorme na cultura cristã.